# Бесекеж (гміна)
Гміна Бесекеж (пол. Gmina Biesiekierz) — сільська гміна у північно-західній Польщі. Належить до Кошалінського повіту Західнопоморського воєводства.
Станом на 31 грудня 2011 у гміні проживало 6144 особи.

## Географія
Річки: Червона.

## Територія
Згідно з даними за 2007 рік площа гміни становила 116.87 км², у тому числі:
- орні землі: 70.00%
- ліси: 19.00%

Таким чином, площа гміни становить 7.00% площі повіту.

## Населення
Станом на 31 грудня 2011:
| Опис     | Загалом | Загалом | Чоловіки | Чоловіки | Жінки | Жінки |
| -------- | ------- | ------- | -------- | -------- | ----- | ----- |
| одиниця  | осіб    | %       | осіб     | %        | осіб  | %     |
| все      | 6144    | 100     | 3085     | 50.21    | 3059  | 49.79 |
| міське   | 0       | 100     | 0        |          | 0     |       |
| сільське | 6144    | 100     | 3085     | 50.21    | 3059  | 49.79 |

## Сусідні гміни
Гміна Бесекеж межує з такими гмінами: Бендзіно, Білоґард, Карліно, Свешино.